# Андерсон, Джош
Джош Андерсон (англ. Josh Anderson; 7 мая 1994, Берлингтон, Онтарио, Канада) — канадский профессиональный хоккеист, правый нападающий клуба НХЛ «Монреаль Канадиенс».

## Карьера
Андерсон был выбран на драфте НХЛ 2012 года клубом «Коламбус Блю Джекетс» в 4-м раунде под общим 95-м номером.
5 ноября 2013 года Джош подписал с «Блю Джекетс» трёхлетний контракт новичка.
В сезоне 2015/16 Андерсон стал обладателем Кубка Колдера в составе «Лейк Эри Монстерз».
Его дебют в НХЛ состоялся 16 января 2015 года в матче против «Нью-Йорк Рейнджерс». Первый свой гол в карьере НХЛ Джош забил 9 января 2016 года в ворота Кэма Уорда из «Каролины Харрикейнз».
В сезоне 2018/19 Андерсон впервые в карьере забил более 20 голов в регулярном сезоне НХЛ.
6 октября 2020 года был обменян в «Монреаль Канадиенс» на нападающего Макса Доми и третий раунд Драфта НХЛ 2020.

## Статистика
| Легенда | Легенда                    | Легенда | Легенда                   | Легенда | Легенда    |
| ------- | -------------------------- | ------- | ------------------------- | ------- | ---------- |
| И       | Количество проведённых игр | Штр     | Штрафное время            | +/−     | Плюс-минус |
| Г       | Голы                       | П       | Голевые передачи          | О       | Очки       |
| -       | Статистика неизвестна      | —       | Статистика не учитывалась |         |            |